# Municipio de Denmark (Minnesota)
El municipio de Denmark (en inglés: Denmark Township) es un municipio ubicado en el condado de Washington en el estado estadounidense de Minnesota. En el año 2010 tenía una población de 1737 habitantes y una densidad poblacional de 22,1 personas por km².

## Geografía
El municipio de Denmark se encuentra ubicado en las coordenadas 44°48′19″N 92°49′27″O / 44.80528, -92.82417. Según la Oficina del Censo de los Estados Unidos, el municipio tiene una superficie total de 78.6 km², de la cual 73,82 km² corresponden a tierra firme y (6,08 %) 4,78 km² es agua.

## Demografía
Según el censo de 2010, había 1737 personas residiendo en el municipio de Denmark. La densidad de población era de 22,1 hab./km². De los 1737 habitantes, el municipio de Denmark estaba compuesto por el 95,45 % blancos, el 0,4 % eran afroamericanos, el 0,29 % eran amerindios, el 1,78 % eran asiáticos, el 0,98 % eran de otras razas y el 1,09 % eran de una mezcla de razas. Del total de la población el 1,73 % eran hispanos o latinos de cualquier raza.